# Agisymba
Agisymba és el nom d'un antic país africà esmentat per Claudi Ptolemeu d'identificació controvertida. Per a alguns estudiosos seria l'antecedent de l'Imperi de Kanem, per a d'altres seria un antic regne del nord del llac Txad i per a un tercer grup equivaldria a una regió aïllada a la regió de Tibesti. Aquest país hauria estat una de les parades obligades de les caravanes que comerciaven a través del desert del Sàhara durant els segles I i II.